# Communauté rurale de Keur Socé
La communauté rurale de Keur Socé est une communauté rurale du Sénégal située à l'ouest du pays. 
Elle fait partie de l'arrondissement de Ndiédieng, du département de Kaolack et de la région de Kaolack.